# Chris Hedges
Christopher Lynn Hedges (* 18. září 1956 St. Johnsbury, Vermont) je americký novinář, spisovatel a válečný korespondent, specializující se na blízkovýchodní společnost a politiku a její vztah k té americké.
Ve své rané kariéře pracoval jako válečný zpravodaj na volné noze. Strávil téměř dvě desetiletí jako zpravodaj ve Střední Americe, Blízkém Východu, Africe a na Balkánu. Podával zprávy z více než 50 zemí a pracoval pro instituce a média jako The Christian Science Monitor, National Public Radio, The Dallas Morning News a The New York Times, kde byl zahraničním korespondentem v letech 1990–2005 a v roce 2002 byl součástí týmu zpravodajců, kteří za tento list obdrželi Pulitzerovu cenu (za téma globální terorismus). Ve stejném roce obdržel světovou cenu Amnesty International za zpravodajství o lidských právech.
Po odchodu z The New York Times v letech 2006 až 2020 psal pravidelný sloupek pro levicové médium Truthdig. Mezi jeho nejznámější knihy patří War Is a Force That Gives Us Meaning (2002), American Fascists: The Christian Right and the War on America (2007), Death of the Liberal Class (2010) nebo Days of Destruction, Days of Revolt (2012), na které spolupracoval s Joem Saccem. Od roku 2022 má vlastní podcast The Chris Hedges Report.

## Postoje
Hedges sám sebe v minulosti označil za socialistu a anarchistu. Ve svých knihách Death of the Liberal Class a Empire of Illusion ostře kritizuje americké liberály. Je také kritikem americké křesťanské pravice, u které spatřuje silné sklony k fašismu (viz jeho knihu American Fascists), a dále nového ateismu, který je podle něj principiálně stejně nebezpečný jako náboženský extremismus (viz jeho knihu I Don't Believe in Atheists).
Patří mezi výrazné ale v tamějších amerických médiích málo slyšené hlasy ostře vystupující proti postupu Izraele v izraelsko-palestinském konfliktu. Spojeným státům vyčítá postoj, který k němu zaujímají, stejně jako nadměrnou produkci zbraní a hájení jejich ekonomických a geopolitických zájmů, včetně válečných kampaní v Iráku a Afghánistánu.
V roce 2011 byl zatčen během jednoho z protestů Occupy Wall Street.
Hedges je kritikem vězeňského systému Spojených států amerických. V desátých letech 21. století pracoval jako hostující učitel tvůrčího psaní ve věznicích v New Jersey v rámci vzdělávacího rekvalifikačního programu nabízeného Princetonskou univerzitou. Tato zkušenost ho inspirovala k sepsání knihy Our Class: Trauma and Transformation in an American Prison (2021).
Je dlouholetým podporovatelem americké Strany zelených. V roce 2016 byl zatčen při protestu progresivního hnutí Democracy Spring u Kapitolu Spojených států amerických.
Od roku 2016 moderoval pro americko-ruskou televizní stanici RT America (produkovanou společností RT) pořad On Contact. Podle Hedgesových slov mu byla slíbena úplná tvůrčí nezávislost. V roce 2017 byl pořad nominován na cenu Emmy, šlo o první takovou nominaci pro RT America. V důsledku ruské invaze na Ukrajinu v roce 2022 ztratila RT America smlouvy na vysílání a její činnost byla ukončena. Po vypuknutí ruské invaze ji Hedges označil za zločin, současně ale odsoudil NATO za provokaci v podobě úmyslu východního rozšiřování. Hedges vyzval Rusko ke stažení vojsk, okamžitému příměří a zastavení dalšího vyzbrojování Ukrajiny. Rusko-ukrajinskou válku označil za opotřebovávací, jíž držely při životě americké dodávky zbraní. Ve své knize The Greatest Evil is War (2022) zopakoval, že Rusko mělo právo se ze strany NATO cítit ohroženě, nicméně zdůraznil, že ruská agrese byla zločin.
Od roku 2023 se intenzivně věnuje izraelsko-palestinskému konfliktu, a to zejména ve svém podcastu The Chris Hedges Report, na různých diskusích a také ve své knize A Genocide Foretold: Reporting on Survival and Resistance in Occupied Palestine (2025). Věří, že od vzniku sionismu bylo cílem tohoto hnutí obsadit celé území tehdejší mandátní Palestiny a vysídlit tam žijící Palestince. Během války v Pásmu Gazy uváděl, že konečným cílem šesté vlády Benjamina Netanjahua je zničení myšlenky státu Palestina formou etnického čištění a genocidy. Důkazem podle něj je totální blokáda Pásma Gazy. Dále uvedl, že volební vzestup izraelské krajní pravice, kterou označuje za následovníky Meira Kahaneho, je důkazem fašizace Izraele a postupného převládání konceptu apartheidu pro Palestince. Za výsledek předvídá přetvoření Izraele ve fašistický etnonáboženský stát vylučující Palestince. V této souvislosti je podporovatelem hnutí BDS.
| „              | Žijeme v době, kdy doktoři ničí zdraví, právníci ničí spravedlnost, univerzity ničí znalosti, vlády ničí svobodu, media ničí informace, církve ničí morálku a naše vlastní banky ničí ekonomiku. | “ |
| — Chris Hedges | |   |

## Osobní život
Vzdělání získal na Columbia University, New York University a univerzitě v Princetownu. 
Vzal si kanadskou herečku Eunice Wongovou, se kterou mají syna; Hedges má další dvě děti z předchozího manželství.
V roce 2014 byl vysvěcen na duchovního v presbyterní církvi. Slouží ve městě Elizabeth, kde je duchovním se zaměřením na tamní vězně a sociálně slabé.
Hedges má posttraumatickou stresovou poruchu ze svých zkušeností s reportováním ve válečných zónách. Hedges mluví kromě své rodné angličtiny také levantskou arabštinou, francouzštinou a španělštinou.